# أودين تياجو هولم
أودين تياجو هولم (مواليد 18 يناير 2003) هو لاعب كرة قدم نرويجي يلعب كمهاجم في نادي فوليرينغا.

## روابط خارجية
- أودين تياجو هولم على موقع الاتحاد الأوربي (الإنجليزية)
- أودين تياجو هولم على موقع اتحاد النرويج (النرويجية)
- أودين تياجو هولم على موقع الدوري الأمريكي (الإنجليزية)
- أودين تياجو هولم على موقع قاعدة بيانات كرة القدم.إي يو (الإنجليزية)
- أودين تياجو هولم على موقع Soccerway.com (الإنجليزية)